# Usipetes
De Usipetes of Usipii, in het Nederlands Usipeten, waren een Germaanse stam die ten tijde van Julius Caesar gevestigd was op de rechteroever van de Rijn, ongeveer in het huidige Noordrijn-Westfalen.
Wat bekend is over deze stam komt vooral van Caesar en Cassius Dio. Volgens Caesar waren ze een volk dat door het opdringen van de Suevi zijn boerenbestaan niet kon handhaven en op de vlucht werd gedreven. Hij beschreef hoe ze in 55 v.Chr. met de Tencteri de Rijn overstaken, het gebied van de Menapiërs innamen en ook actief waren in de Maasvallei. Vermoedelijk bij Kessel dreef Caesar hen in het nauw en richtte hij een massamoord aan die naar eigen zeggen geen van hen in leven liet. Terwijl de Senaat in Rome besprak of deze wapenfeiten gevierd moesten worden met een supplicatio, greep Caesars tegenstander Cato de Jongere de gebeurtenissen aan om de veldheer aan te klagen. Hij oordeelde dat Caesar een wapenstilstand had verbroken en/of gezanten had mishandeld en eiste dat hij – om de vervloeking tot zijn persoon te beperken – zou worden overgeleverd aan de uitgemoorde stammen. Zover kwam het echter niet.
Volgens Plutarchus zouden bij de vijandelijkheden tegen de Usipetes en de Tencteri 400.000 doden zijn gevallen, waardoor dit mogelijk als een vroeg voorbeeld van een genocide kan beschouwd worden. Hoewel er ongetwijfeld op grote schaal is gedood en vervolgd, verdwenen de Usipetes niet volledig uit de geschiedenis. Tijdens de veldtocht van Nero Claudius Drusus in 11 v.Chr. werden ze verslagen. Tacitus vermeldt dat er een cohort van Usipi (dat waarschijnlijk synoniem staat voor Usipetes) deelnam aan de militaire campagnes van generaal Agricola in Britannia.
In de derde en vierde eeuw gingen de Usipetes op in een nieuw stamverband met de Franken.

## Antieke bronnen
- Caesar, Commentarii de bello Gallico IV 1, 4, 16, 18; VI 35.
- Cass. Dio, LIV 32.1, 33.1.
- Tac., Ann. I 51.2.